# Triatlo nos Jogos Olímpicos de Verão de 2020 - Masculino
O evento masculino do triatlo nos Jogos Olímpicos de Verão de 2020 foi disputado em 26 de julho de 2021 no Parque Marinho de Odaiba, em Tóquio. Um total de 51 triatletas de 29 Comitês Olímpicos Nacionais (CON) participaram do evento.
A competição começou com uma largada falsa, já que um barco da imprensa bloqueou um terço dos competidores de entrarem na água. Após o reinício, o pelotão persistiu próximo ao sair da água. Na perna do ciclismo, um grupo de 10 escapou para as primeiras voltas, porém o pelotão perseguidor conseguiu chegar neles ao final da quinta volta, para formar um grupo de liderança de 37 triatletas. Na última volta, Andrea Salvisberg escapou sozinho para abrir uma distância de 16 segundos na segunda transição, porém foi alcançado pelo pelotão na primeira volta da corrida. O grupo de liderança persistiu junto até o fim da terceira volta, quando Alex Yee, Kristian Blummenfelt e Hayden Wilde escaparam. Na parte final, Blummenfelt acelerou à frente dos outros dois para garantir a medalha de ouro. Yee terminou onze segundos após para garantir a prata, com Wilde completando o pódio após mais nove segundos.

## Qualificação
As primeiras vagas de qualificação foram concedidas através do ranking de revezamento misto da União Internacional de Triatlo (ITU) de 31 de março de 2020, com os sete melhores CONs obtendo cada um duas vagas. Mais três CONs ganharam duas vagas cada um no evento de qualificação olímpica de revezamento misto da ITU de 2021. O ranking individual de 11 de maio de 2020 foi considerado na sequência, com os 13 melhores triatletas se classificando, respeitando o limite de três por CON e ignorando os dois primeiros de cada CON que se qualificaram por meio das equipes mistas. Uma vaga adicional para cada continente foi para o competidor com melhor ranking de um CON ainda não classificado. O anfitrião, o Japão, teve uma vaga garantida e as duas últimas vagas foram atribuídas através de convites da Comissão Tripartite. Vagas não preenchidas foram posteriormente realocadas para triatletas ainda não classificados.

## Formato
Realizado no Parque Marinho de Odaiba, a prova teve extensão de 51,5 quilômetros em um trajeto plano. Os competidores começaram com a perna da natação de 1,5 km, consistindo em uma volta de 950 m seguida por uma volta menor de 550 m. Posteriormente, eles foram para a perna do ciclismo de 40 km, composta por oito voltas em um trajeto de 5 km. Finalmente, os competidores concluíram com quatro voltas de 2,5 km, que completaram o total de 10 km na perna de corrida.

## Calendário
Horário local (UTC+9)
| Data                | Horário | Fase  |
| ------------------- | ------- | ----- |
| 26 de julho de 2021 | 6:30    | Final |

## Medalhistas
| Ouro   | NOR Kristian Blummenfelt |
| Prata  | GBR Alex Yee             |
| Bronze | NZL Hayden Wilde         |

## Resultados
Estes foram os resultados da competição:
| Pos.              | Bib | Triatleta            | CON                | Natação | Ciclismo | Corrida | Tempo total | Dif.    |
| ----------------- | --- | -------------------- | ------------------ | ------- | -------- | ------- | ----------- | ------- |
| Medalha de ouro   | 43  | Kristian Blummenfelt | NOR Noruega        | 18:04   | 56:19    | 29:34   | 1:45:04     |         |
| Medalha de prata  | 55  | Alex Yee             | GBR Grã-Bretanha   | 18:09   | 56:17    | 29:44   | 1:45:15     | + 0:11  |
| Medalha de bronze | 2   | Hayden Wilde         | NZL Nova Zelândia  | 18:17   | 56:07    | 29:52   | 1:45:24     | + 0:20  |
| 4                 | 27  | Marten van Riel      | BEL Bélgica        | 17:45   | 56:37    | 30:21   | 1:45:52     | + 0:48  |
| 5                 | 54  | Jonathan Brownlee    | GBR Grã-Bretanha   | 17:49   | 56:38    | 30:22   | 1:45:53     | + 0:49  |
| 6                 | 52  | Kevin McDowell       | USA Estados Unidos | 18:29   | 55:56    | 30:24   | 1:45:54     | + 0:50  |
| 7                 | 18  | Bence Bicsák         | HUN Hungria        | 17:55   | 56:26    | 30:24   | 1:45:56     | + 0:52  |
| 8                 | 44  | Gustav Iden          | NOR Noruega        | 18:24   | 55:59    | 30:29   | 1:46:00     | + 0:56  |
| 9                 | 47  | Max Studer           | SUI Suíça          | 18:25   | 55:59    | 30:35   | 1:46:06     | + 1:02  |
| 10                | 22  | Mario Mola           | ESP Espanha        | 18:21   | 56:06    | 30:38   | 1:46:13     | + 1:09  |
| 11                | 45  | Casper Stornes       | NOR Noruega        | 17:58   | 56:21    | 30:50   | 1:46:19     | + 1:15  |
| 12                | 20  | Fernando Alarza      | ESP Espanha        | 18:20   | 56:09    | 30:42   | 1:46:22     | + 1:18  |
| 13                | 7   | Vincent Luis         | FRA França         | 17:39   | 56:45    | 30:51   | 1:46:24     | + 1:20  |
| 14                | 30  | Kenji Nener          | JPN Japão          | 17:51   | 56:31    | 30:53   | 1:46:24     | + 1:20  |
| 15                | 15  | Tyler Mislawchuk     | CAN Canadá         | 17:50   | 56:35    | 30:55   | 1:46:28     | + 1:24  |
| 16                | 10  | Jacob Birtwhistle    | AUS Austrália      | 18:14   | 56:11    | 31:01   | 1:46:32     | + 1:28  |
| 17                | 6   | Dorian Coninx        | FRA França         | 18:04   | 56:18    | 31:15   | 1:46:48     | + 1:44  |
| 18                | 1   | Tayler Reid          | NZL Nova Zelândia  | 17:45   | 56:40    | 31:25   | 1:46:54     | + 1:50  |
| 19                | 31  | Makoto Odakura       | JPN Japão          | 18:21   | 56:05    | 31:26   | 1:47:03     | + 1:59  |
| 20                | 38  | Shachar Sagiv        | ISR Israel         | 18:12   | 56:14    | 31:37   | 1:47:10     | + 2:06  |
| 21                | 5   | Léo Bergère          | FRA França         | 18:00   | 56:22    | 31:47   | 1:47:20     | + 2:16  |
| 22                | 46  | Andrea Salvisberg    | SUI Suíça          | 18:02   | 56:03    | 32:10   | 1:47:25     | + 2:21  |
| 23                | 25  | João Pedro Silva     | POR Portugal       | 17:55   | 56:30    | 31:53   | 1:47:30     | + 2:26  |
| 24                | 11  | Matthew Hauser       | AUS Austrália      | 18:07   | 56:18    | 31:59   | 1:47:35     | + 2:31  |
| 25                | 21  | Javier Gómez Noya    | ESP Espanha        | 18:22   | 56:05    | 32:08   | 1:47:46     | + 2:42  |
| 26                | 12  | Aaron Royle          | AUS Austrália      | 18:09   | 56:14    | 32:21   | 1:47:57     | + 2:53  |
| 27                | 24  | João José Pereira    | POR Portugal       | 17:56   | 56:31    | 32:27   | 1:48:03     | + 2:59  |
| 28                | 34  | Manoel Messias       | BRA Brasil         | 18:37   | 57:40    | 30:43   | 1:48:11     | + 3:07  |
| 29                | 19  | Tamás Tóth           | HUN Hungria        | 18:07   | 56:20    | 32:39   | 1:48:19     | + 3:15  |
| 30                | 39  | Diego Moya           | CHI Chile          | 17:50   | 56:34    | 32:48   | 1:48:29     | + 3:25  |
| 31                | 40  | Crisanto Grajales    | MEX México         | 18:23   | 57:52    | 31:06   | 1:48:36     | + 3:32  |
| 32                | 8   | Dmitry Polyanski     | ROC                | 17:40   | 56:49    | 33:08   | 1:48:46     | + 3:42  |
| 33                | 56  | Oscar Coggins        | HKG Hong Kong      | 17:54   | 56:29    | 33:23   | 1:48:55     | + 3:51  |
| 34                | 28  | Lukas Hollaus        | AUT Áustria        | 18:38   | 57:38    | 31:34   | 1:48:59     | + 3:55  |
| 35                | 37  | Ran Sagiv            | ISR Israel         | 18:24   | 57:50    | 31:35   | 1:49:04     | + 4:00  |
| 36                | 23  | Felix Duchampt       | ROU Romênia        | 18:39   | 57:42    | 31:38   | 1:49:06     | + 4:02  |
| 37                | 35  | Gianluca Pozzatti    | ITA Itália         | 18:00   | 56:24    | 33:31   | 1:49:14     | + 4:10  |
| 38                | 4   | Jonas Schomburg      | GER Alemanha       | 17:42   | 58:38    | 32:02   | 1:49:34     | + 4:30  |
| 39                | 36  | Delian Stateff       | ITA Itália         | 17:54   | 56:31    | 34:24   | 1:50:00     | + 4:56  |
| 40                | 3   | Justus Nieschlag     | GER Alemanha       | 18:09   | 56:14    | 34:32   | 1:50:10     | + 5:06  |
| 41                | 33  | Rostislav Pevtsov    | AZE Azerbaijão     | 18:27   | 57:50    | 33:17   | 1:50:46     | + 5:42  |
| 42                | 53  | Morgan Pearson       | USA Estados Unidos | 18:02   | 58:17    | 34:32   | 1:52:05     | + 7:01  |
| 43                | 14  | Stefan Zachaus       | LUX Luxemburgo     | 17:56   | 56:29    | 36:45   | 1:52:21     | + 7:17  |
| 44                | 32  | Mehdi Essadiq        | MAR Marrocos       | 17:58   | 58:13    | 35:46   | 1:53:25     | + 8:21  |
| 45                | 41  | Irving Pérez         | MEX México         | 18:06   | 1:01:14  | 33:34   | 1:54:02     | + 8:58  |
| 46                | 42  | Mohamad Maso         | SYR Síria          | 18:07   | 58:10    | 36:33   | 1:54:12     | + 9:08  |
| 47                | 17  | Russell White        | IRL Irlanda        | 18:35   | 57:40    | 37:05   | 1:54:40     | + 9:36  |
| 48                | 16  | Matthew Sharpe       | CAN Canadá         | 17:56   | 56:31    | 41:50   | 1:57:32     | + 12:28 |
|                   | 51  | Henri Schoeman       | RSA África do Sul  | 17:43   | 56:41    | DNF     | DNF         | DNF     |
|                   | 29  | Alois Knabl          | AUT Áustria        | 17:55   | DNF      | DNF     | DNF         | DNF     |
| DSQ               | 9   | Igor Polyanski       | ROC                | 17:47   | 58:30    | 34:34   | 1:52:07     | + 7:03  |